# Litice nad Orlicí
Litice nad Orlicí – część miejscowości Záchlumí w Czechach (kraj pardubicki) w powiecie Uście nad Orlicą, w dolinie Dzikiej Orlicy.

## Historia
Wieś powstała przy założonym przez ród Drslaviców około 1300 zamku Litice, którego nazwa pochodziła od ich rodzinnego majątku Litice koło Pilzna. Za założyciela zamku uznaje się Pótę, który 22 września 1304 zamienił z królem Wacławem II połowę dóbr Litice na majątek Borská. Od 1304 wieś była majątkiem królewskim, a następnie należała do Jana Luksemburskiego, Karola IV, Jindřicha z Lipy, a w 1371 nabył ją Boček z Kunštátu i Poděbrad, który był zwolennikiem Jana Husa. Syn Bočka, Viktorín zmarł 1 stycznia 1427 w Pardubicach i pozostawił syna Jiříego, który w 1451 został mianowany administratorem Królestwa Czeskiego, a 2 marca 1458 został królem Czech. Ufortyfikował on zamek i przekształcił go w reprezentacyjną rezydencję. Po śmierci Jiříego, 26 października 1562 majątek został sprzedany Mikulaszowi z Bubna. Do tego rodu należał on do 1809. Począwszy od 1681 obiekt pozostawał opuszczony, a siedzibę majątku przeniesiono do Žamberka. W 1815 dobra zakupił John Parish (1742–1829). Charles Parish von Senftenberg (1899–1976), syn Oskara (1864–1925),  w latach 1933–1935 przeprowadził częściową rekonstrukcję ruin zamku a następnie udostępnił je do zwiedzania. Rodzina Parish dobra posiadała do 1948, kiedy to zostały sprzedane państwu za pośrednictwem Międzynarodowego Trybunału w Hadze. Rodzina Párish przeniosła się do Kanady.
Od czasów powstania zamku miejscowość była osadą rzemieślników oraz chałupników i miała prawa miejskie. Gospodarczo radziła sobie bardzo dobrze. Wraz z opuszczeniem zamku zaczął się okres upadku miejscowości, która zachowała pieczęć miejską z 1740 z napisem „Mestic Litic” oraz wieżą zamkową w herbie.

## Kaplica
Zabytkowa kaplica Chrystusa Dobrego Pasterza stoi przy drodze do wsi. Wybudowana została w 1897 na planie prostokąta z półkolistym zamknięciem. Nad portalem wejściowym, sklepionym łukiem, znajduje się herb zespolony (w lewym godle owalnym są trzy głowy jednorożca – herb  Oskara Parisha von Senftenberga (1864–1925); w prawym przepołowionym pionowo: poziomy pas w lewej połowie i wyprostowany wilk z owcą w pysku, w prawej – herb Adelheidy WIedersperger von Wiedersperg (1872–1963) jego żony), pod którym znajduje się rozwinięta wstęga z napisem I. M. D. G.

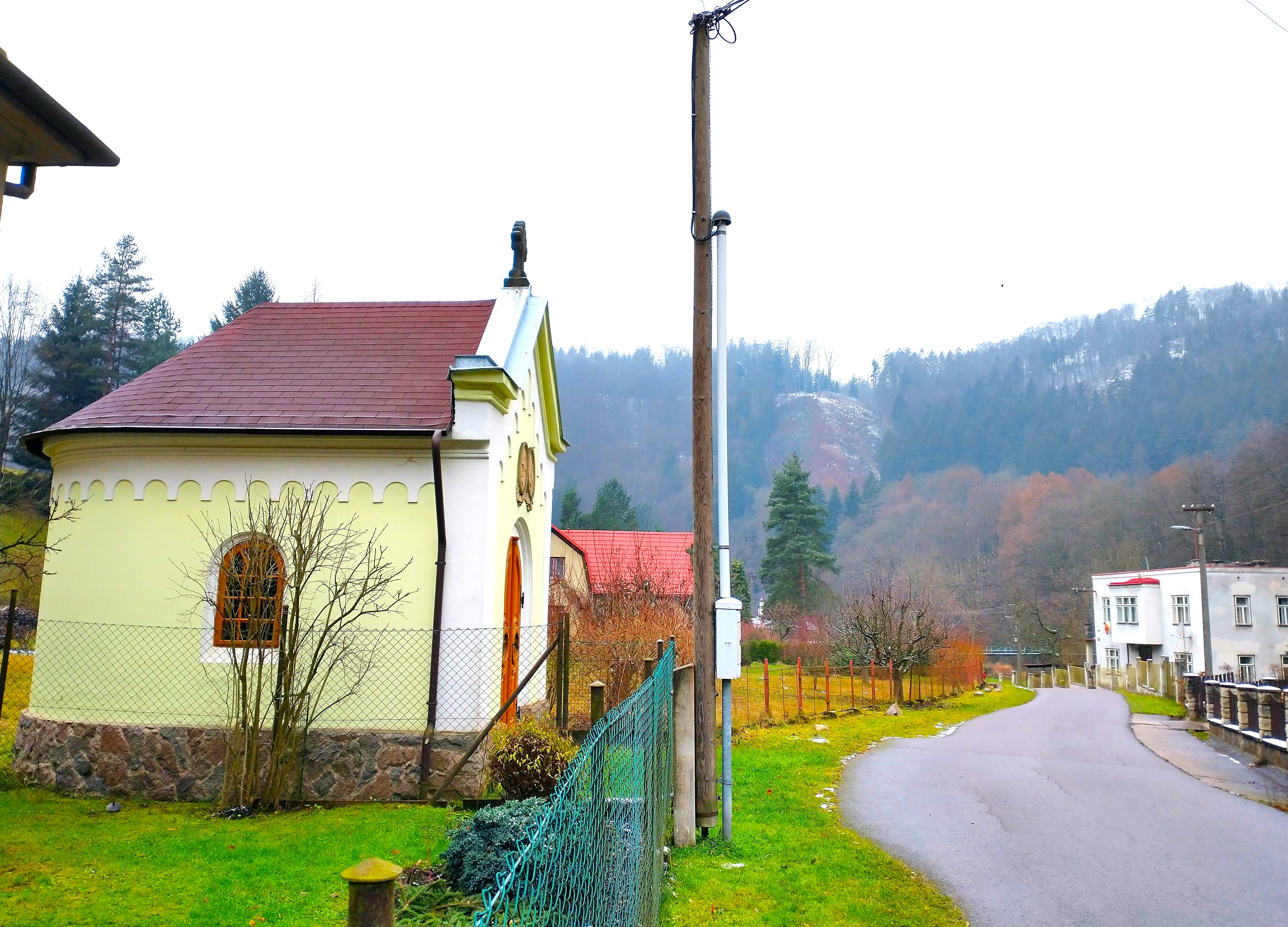
Kaplica w centrum
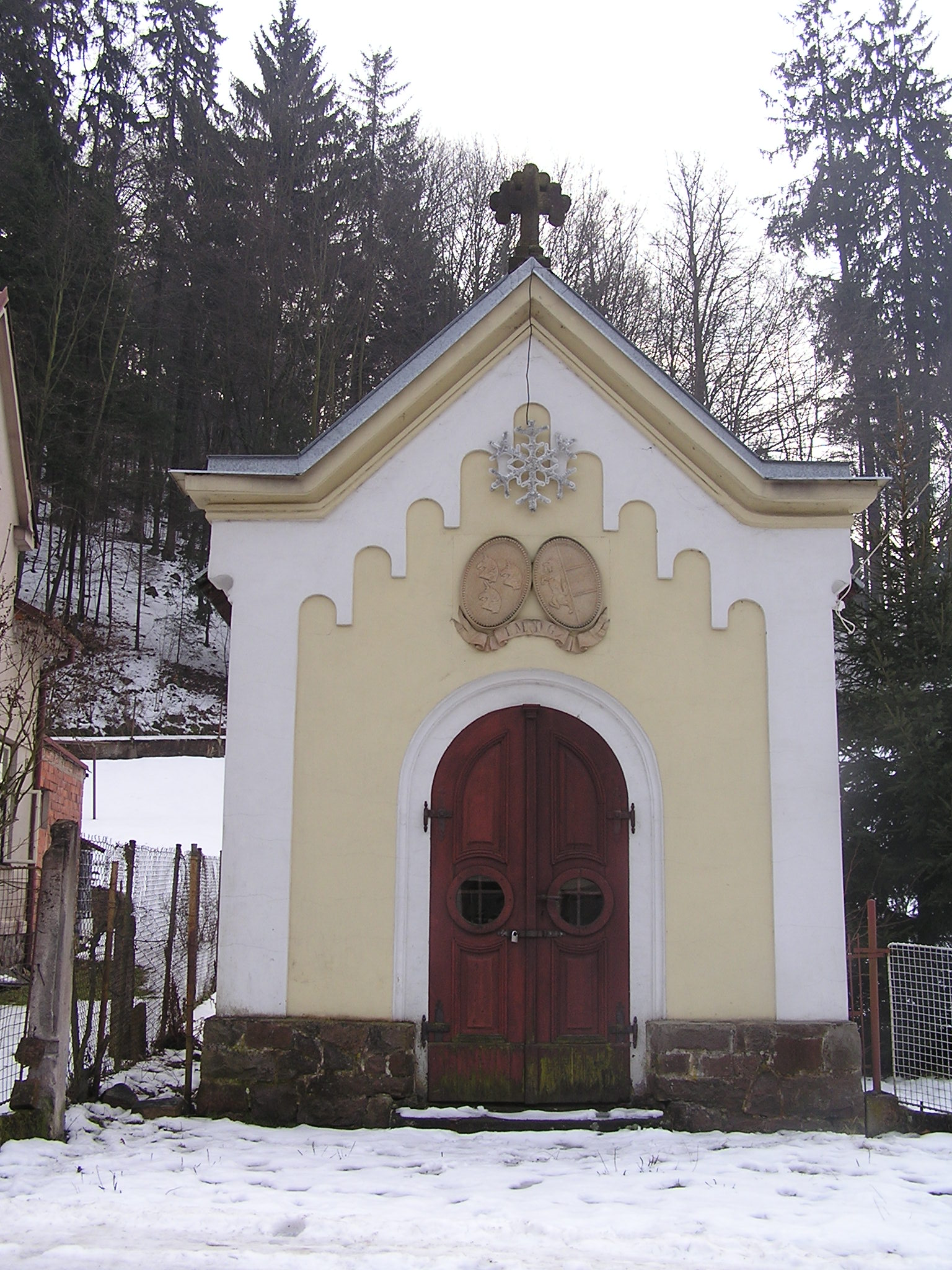
Kapliczka z herbami
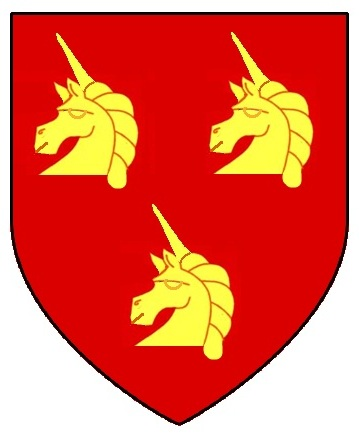
Herb Parish von Senftenberg (L)
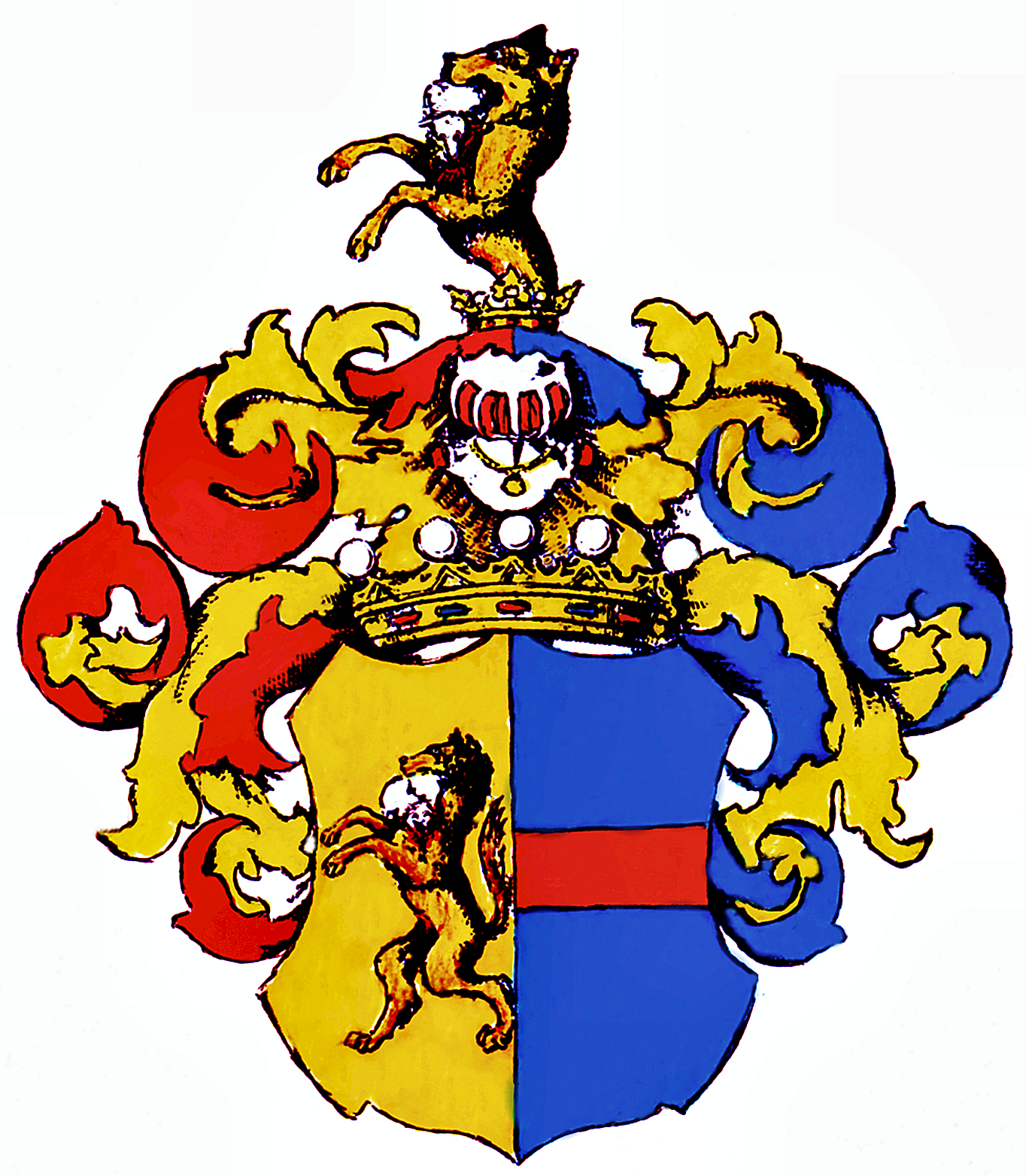
Herb von Wiedersperg(inne języki) (P)
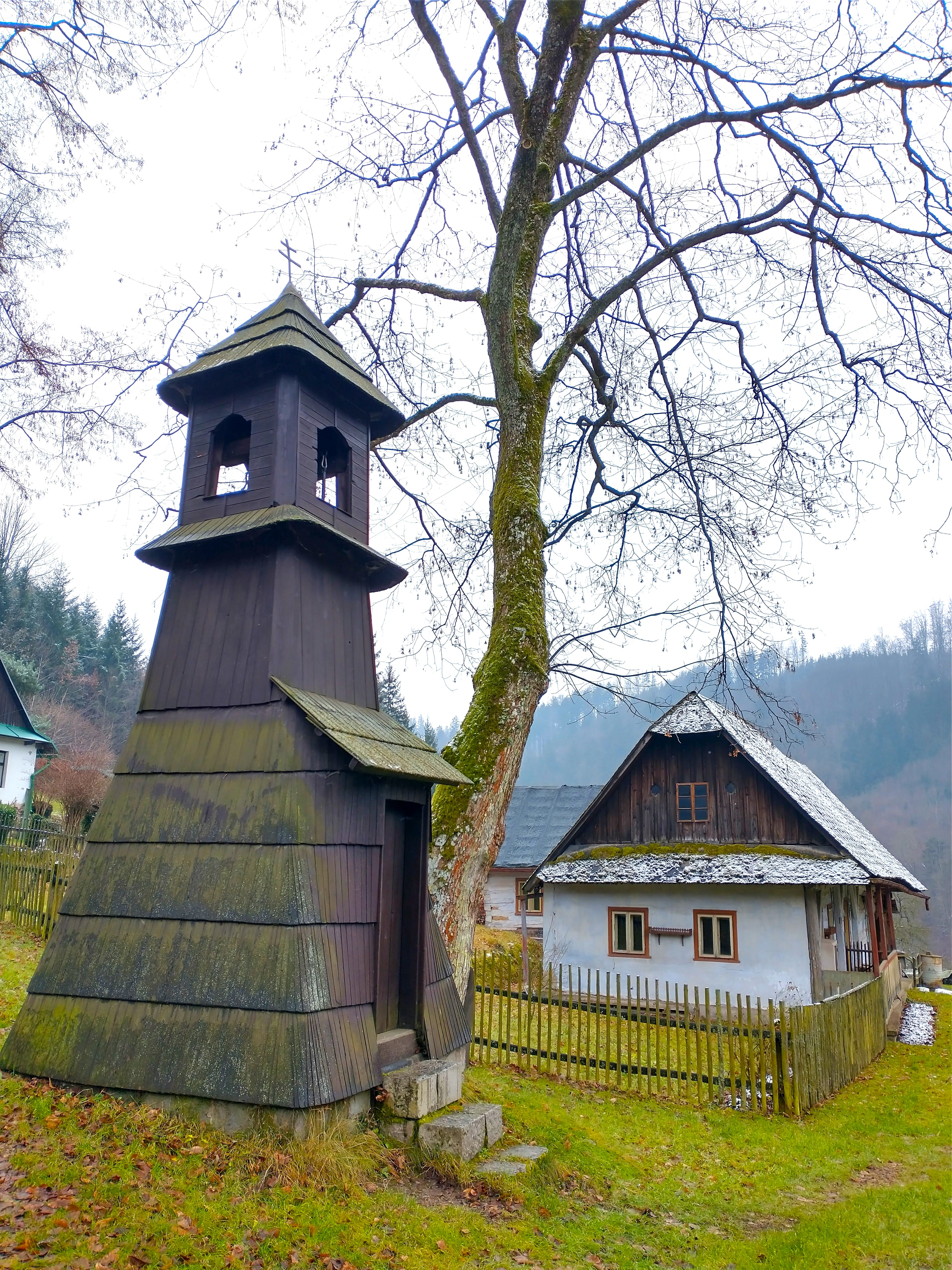
Drewniana dzwonnica

## Atrakcje turystyczne
Do głównych atrakcji turystycznych wsi należą: kamieniołomy granitu (czynne od 1882), pomnik przyrody Hradní kopec Litice (atrakcyjny przyrodniczo teren otaczający zamek), sztolnia w masywie Hradní kopce zwana „Myší díra” (wykopana w XVI wieku za panowania rodziny Perštýnów, aby zapobiec powodziom) oraz elektrownia wodna z 1931. Wieś stanowi obecnie letnisko z dużą liczbą domków letniskowych. Jest chętnie odwiedzana przez turystów. Wyznakowano tutaj szlaki turystyczne i ścieżki rowerowe.